# دنيس بارتون
دنيس بارتون هو سياسي كندي، ولد في 1939. حزبياً، نشط في حزب الائتمان الاجتماعي في ألبرتا ‏. وقد انتخب عضو الجمعية التشريعية ألبرتا عن دائرة Lesser Slave Lake (electoral district) ‏ (1971 – 1975).